# Dieter Kalt
Dieter Kalt (Klagenfurt, 26. lipnja 1974.) austrijski je profesionalni hokejaš na ledu. Desnoruki je napadač i igra na poziciji lijevog krila. Trenutačno nastupa u EBEL-u za austrijski EC KAC. Austrijski je reprezentativac i jedan od najboljih austrijskih napadača. 

## Karijera

### Juniorska karijera
Karijeru je započeo u pomlatku prestižnog austrijskog kluba EC KAC. Prošao je sve mlađe uzraste kluba te osvojio brojne juniorske trofeje. Uz očevu pomoć, također bišeg hokejaša, Dietera Kalta starijeg, sudjelovao je u mnogim trening-kampovima diljem svijeta, od SAD-a i Kanade pa do Čehoslovačke i SSSR-a (Sovjetski Savez). S 14 godina prvi puta je dobio poziv da nosi reprezentativni dres (austrijska U-17 reprezentacija), a za nju je debitirao na turniru u nizozemskom Tilburgu. Sljedećih nekoliko godina s juniorskom reprezentacijom sudjelovao je na raznim kontinetalnim smotrama.

### Profesionalna karijera
U sezoni 1990./91. debitirao je u seniorima KAC-a i osvojio naslov austrijskog prvaka, te se u sljedećih nekoliko sezona ustalio se u prvoj momčadi kluba. Za sezonu 1996./97. potpisao je ugovor s njemačkim klubom Adler Mannheim te osvojio dva uzastopna naslova prvaka DEL-a. Nakon tri uspješne sezone u Njemačkoj, natrag se vratio u austrijski KAC. S koruškim klubom igrao je finale austrijske lige, u kojem su s 4:2 izgubili od Villacha. Sezonu kasnije igrao je u ECHL-u (Eastern Conference Hockey League) za Long Beach Ice Dogs, nakon čega je uslijedio ponovni povratak u Korušku. S klubom je igrao novo finale austrijske lige, ponovo s Villachom, međutim ovaj put s 4:1 bili uspješniji od bivšeg prvaka. Nakon što je 1999. s njemačkim klubom Kölner Haie osvojio Spenglerov kup, sljedeće tri sezone proveo je u švedskom Färjestadsu. U tom razdoblju postao je i prvakom švedske lige. 2004. uslijedio je novi povratak u Ligu EBEL, ovaj put u Viennu Capitals gdje je postao kapetanom i najboljim igračem. S Capitalsima je osvojio naslov austrijskog prvaka, i to nakon što su u finalu svladali upravo KAC. Nakon osvojenog naslova promijenio je klub i otišao u Red Bull Salzburg. Ondje je proveo četiri godine, od čega je tri sezone nosio kapetansku traku. Kalt je dresu Red Bulla bio jedan od najboljih napadača lige pa je zaradio poziv u švedsku Luleu. Nije se uspio nametnuti u švedskoj Elitserien pa je kao novo pojačanje bivšeg kluba KAC-a ponovo stigao u Ligu EBEL.

## Vanjske poveznice
- Profil na The Internet Hockey Databse
- Profil na Eurohockey.net
- Profil na EliteProspects.com